# Municipio de Washington (condado de Kosciusko)
El municipio de Washington (en inglés: Washington Township) es un municipio ubicado en el condado de Kosciusko en el estado estadounidense de Indiana. En el año 2010 tenía una población de 2996 habitantes y una densidad poblacional de 32,65 personas por km².

## Geografía
El municipio de Washington se encuentra ubicado en las coordenadas 41°13′36″N 85°42′49″O / 41.22667, -85.71361. Según la Oficina del Censo de los Estados Unidos, el municipio tiene una superficie total de 91.77 km², de la cual 90,28 km² corresponden a tierra firme y (1,63 %) 1,5 km² es agua.

## Demografía
Según el censo de 2010, había 2996 personas residiendo en el municipio de Washington. La densidad de población era de 32,65 hab./km². De los 2996 habitantes, el municipio de Washington estaba compuesto por el 96,63 % blancos, el 0,3 % eran afroamericanos, el 0,17 % eran amerindios, el 0,3 % eran asiáticos, el 1,3 % eran de otras razas y el 1,3 % eran de una mezcla de razas. Del total de la población el 5,34 % eran hispanos o latinos de cualquier raza.